# Nithard
Nithard (latinul: Nithardus), (795 körül – 843. május 15.) középkori frank történetíró.
Édesapja a tudós Angilbert, édesanyja Berta, Nagy Károly császár leánya volt. Nithard rokoni kapcsolatai miatt jól ismerte a császári család történetét, és ezt dolgozta fel a Historiarum libri IV. című munkájában. Művében a központi helyet Kegyes Lajos és lázongó fiainak harcai foglalják el. A háborúskodásnak esett áldozatul végül maga a történetíró is.